# قضايا الصحة في الرياضة
قضايا الصحة المتعلقة بالرياضة تركز على رفاهية الرياضيين الجسدية والنفسية في الرياضات المنظمة. إذا كان الرياضيون غير متطورين جسديًا أو نفسيًا، فإنهم يصبحون عرضة للمشاكل الجسدية أو النفسية. قد تؤدي المحاولات لتحسين الأداء إلى ضرر نتيجة للإفراط في التدريب، أو تبني عادات غذائية تضر بهم جسديًا أو نفسيًا، مثل استخدام المنشطات أو المكملات الغذائية.

## الثلاثي الرياضي الذكوري
الثلاثي الرياضي الذكوري هو حالة صحية تظهر بين النساء وتتمثل في ثلاث اضطرابات مترابطة: اضطرابات الأكل، وعدم انتظام الدورة الشهرية، وفقدان العظام المبكر أو هشاشة العظام.
وقد صيغ هذا المصطلح في أوائل تسعينيات القرن الماضي، عندما لاحظ باحثون من المعاهد الوطنية للصحةأنماطًا صحية غير معتادة لدى الرياضيات، إذ لاحظوا زيادة في اضطرابات الأكل بين الشابات الرياضيات.
التمارين المكثفة مع التغذية غير الكافية يمكن أن تؤدي إلى انقطاع الطمث (أو عدم انتظام الدورة الشهرية)، مما يزيد من خطر الإصابة بهشاشة العظام.
وتشمل العوامل التي تسهم في تطور هذه المتلازمة أشياء مثل عمليات الوزن المتكررة، والعقوبات المترتبة على أي زيادة في الوزن.
كما تزداد خطورة الإصابة بمتلازمة الثلاثي الرياضي الذكوري في الرياضات التي تُعلي من قيمة الوزن المنخفض والبنية النحيلة، مثل الجمباز والجري.

## الاختلافات بين الجنسين بين الرياضيين
تحدث "سالك" عن الفروق بين الجنسين فيما يتعلق بالاكتئاب، مشيرًا إلى أن الإناث أكثر تأثرًا بالاكتئاب من الذكور الرياضيين.
أما "زانغ" فكتب عن مختلف التحديات التي تواجهها الرياضيات بسبب الاكتئاب، وأوضح أن رياضة ألعاب القوى النسائية تُعد الأعلى من حيث نسبة الاكتئاب بين الرياضات. كما أكد أن الرياضيات أكثر عرضة للاكتئاب مقارنة بنظرائهن من الذكور.

## النحافة التنافسية
تميل الرياضيات إلى مقارنة أجسادهن بمنافساتهن، وهو عامل آخر قد يسهم في تطور متلازمة الثلاثي الرياضي.
ويُستخدم مصطلح "النحافة التنافسية" عندما تبدأ الرياضيات بمقارنة أنفسهن بمنافسات يؤدين بشكل أفضل، ولكنهن أكثر نحافة.
وقد يدفعهن ذلك إلى تبني عقلية فقدان الوزن.
وترتبط هذه الظاهرة أيضًا بالزي الرياضي الكاشف، حيث أن بعض الرياضات الجمالية تتطلب ارتداء ملابس ضيقة تُبرز شكل الجسد، مما يعزز من المقارنات الجسدية غير الصحية.

## فرط التدريب
عندما تشعر الرياضية بضغط للحفاظ على مظهر جسدي معين أو وزن محدد، قد تُفرط في ممارسة التمارين، مما قد يؤدي إلى اضطرابات الأكل بهدف تقييد السعرات الحرارية.
ويؤدي الإفراط في التمارين إلى الحاجة المتزايدة للراحة، ومع انخفاض الطاقة الكلية في الجسم، تنخفض نسبة الدهون والإستروجين، ما يُسبب انقطاع الطمث.
ويشعر كل من الرياضيين الذكور والإناث في بعض الأحيان بالضغط للتمرين الزائد للوصول إلى شكل جسدي معين.
يمتلك الجسم البشري قدرة هائلة على التكيّف مع الضغط البدني.
"الضغط" هنا لا يُقصد به الضرر فقط، بل يشمل أيضًا النشاط الذي يُفيد العظام والعضلات والأوتار والأربطة ويجعلها أقوى وأكثر كفاءة.
وهذا يُعرف بـ"إعادة البناء"، ويتضمن عمليات هدم وبناء الأنسجة.
لكن إذا حدث الهدم بوتيرة أسرع من البناء، فقد ينتج عن ذلك إصابة نتيجة الإفراط في الاستخدام.
ويُقدّر أن نحو نصف الإصابات في طب رياضة الأطفال تعود إلى الإفراط في الاستخدام.
وتُعرف إصابات الإفراط في الاستخدام بأنها أذى ناتج عن ضغط متكرر على العظام أو العضلات أو الأوتار دون إعطائها الوقت الكافي للشفاء، وذلك نتيجة التمارين الطويلة أو العالية الشدة.
ويُشارك العديد من الأطفال في سن 6 إلى 12 عامًا في رياضات جماعية أو فردية على مدار العام أو ضمن أكثر من فريق في آنٍ واحد.
من العوامل الإضافية التي تسهم في خطر الإصابة:
- الضغط الأسري لتحقيق الإنجاز
- قلة النوم
- عدم النضج الجسدي والعقلي الكامل
- عدم التوازن الغذائي
- نقص اللياقة البدنية

ومن الإصابات الشائعة لدى الرياضيين الصغار:
كسور الإجهاد، والتي تشمل إصابات في:
- عنق الفخذ / العانة
- جسم عظمة الفخذ
- الساق (الظنبوب والشظية)
- مشط القدم
- العقب
- العظم المكعبي

### متلازمة الإفراط في التدريب
يُستخدم مصطلح "متلازمة الإفراط في التدريب" لوصف الحالة التي يقوم فيها الرياضيون بالتدريب بما يتجاوز قدرة أجسامهم على التعافي.
تشمل الأعراض الشائعة لهذه المتلازمة:
- التعب المزمن
- آلام عضلية
- تراجع في الأداء
- الصداع
- فقدان الحماس

ومن دون الحصول على راحة كافية، قد تأتي برامج التدريب بنتائج عكسية وتؤثر سلبًا على أداء الرياضي.
يرتبط الإفراط في التدريب أيضًا باضطرابات الأكل؛ إذ قد يتجه الرياضيون إلى التمارين المفرطة كوسيلة لفقدان الوزن.
كما يُرتبط ذلك بظاهرة تُسمى "الإرهاق المركزي الناتج عن التمارين"، وهو إرهاق يصيب الجهاز العصبي المركزي نتيجة فرط نشاط الناقلات العصبية استجابةً للإجهاد.
وقد يؤدي هذا النوع من الإرهاق إلى اضطرابات مزاجية، ومشكلات في النوم، أو حتى الاكتئاب.
وفي الحالات التي يُعاني فيها الرياضيون من الإفراط في التدريب، يُعد العلاج الأمثل هو الراحة والتغذية السليمة.

## الصحة النفسية
يميل الرياضيون إلى أن يكونوا أكثر عرضة لمضاعفات خطيرة تتعلق بالصحة النفسية مقارنة بغيرهم، وذلك نتيجة للضغوط المتزايدة المرتبطة بالرياضة والإصابات المحتملة.
من الأسباب الرئيسية لهذه الهشاشة النفسية أنّ الرياضيين غالبًا ما يترددون في طلب المساعدة أو الخضوع للعلاج. ويُعزى ذلك إلى الوصمة المرتبطة بالاضطرابات النفسية، حيث يُنظر إلى طلب الدعم النفسي باعتباره علامة على "الضعف"، مما يخلق شعورًا بالخوف يدفع الرياضيين إلى الاستمرار في التحمّل بالرغم من الألم النفسي.
إلى جانب الإصابات الجسدية، تتأثر الصحة النفسية بعدة عوامل أخرى، مثل الارتجاجات الدماغية الخطيرة، والمعايير الصارمة للجسد المثالي، والضغط الناتج عن البيئة التنافسية العالية.
وقد أظهرت الدراسات أن الرياضيين الجامعيين يواجهون مخاطر مرتفعة للإصابة بالاكتئاب، والتفكير الانتحاري، وتعاطي الكحول والمخدرات، واضطرابات الأكل، حيث أشار 33٪ من رياضيي الدرجة الأولى في الكليات إلى أنهم يعانون من الاكتئاب.
كما أظهرت النتائج أن 26٪ من الرياضيين الجامعيين كانوا يميلون بدرجة متوسطة إلى شديدة إلى طلب خدمات الصحة النفسية.
والأمر الأكثر إثارة للقلق أن الانتحار يُعد رابع سبب رئيسي للوفاة بين الرياضيين الجامعيين، إذ عبّر 9٪ من رياضيي الرابطة الوطنية لرياضة الجامعات (NCAA) في جميع الأقسام عن حاجتهم للحصول على دعم وقائي من الانتحار.
أما تعاطي الكحول والمواد المخدرة، فلا يزال يمثل مشكلة قائمة، حيث أفاد أكثر من 52٪ من الرياضيين الجامعيين بأنهم تناولوا خمسة مشروبات كحولية أو أكثر في مناسبات متكررة خلال العام الماضي.
ومن بين هؤلاء، أشار 11٪ إلى حاجتهم للحصول على المساعدة لعلاج مشكلاتهم المرتبطة بالكحول.
وفي عام 2017، كشفت الرابطة الوطنية لرياضة الجامعات أيضًا أن نحو 22٪ من الرياضيين المشاركين فيها استخدموا مخدر الماريجوانا، والذي يُعد مادة محظورة على جميع الرياضيين.
وفي كل عام في الولايات المتحدة، يُصاب حوالي 3.5 مليون من ممارسي الرياضة، ما يؤدي إلى انقطاع مؤقت أو دائم عن الرياضة.
وقد يُظهر الرياضيون المصابون معدلات مرتفعة من الاكتئاب والقلق، إضافة إلى انخفاض في تقدير الذات، سواء بعد الإصابة مباشرة أو طَوال فترة التعافي والعودة إلى اللعب.
وأظهرت الأبحاث أن للإصابة الرياضية أثرًا نفسيًا كبيرًا على الرياضي، حيث بيّنت الدراسات المقارنة بين الرياضيين المصابين وغير المصابين أن المصابين يعانون من آثار نفسية سلبية أكبر، وتقدير ذاتي أقل، ومعدلات أعلى من الاكتئاب والقلق.
كما بيّنت دراسات أخرى أُجريت على رياضيين قبل الإصابة وبعدها أن الإصابة تؤدي إلى اضطرابات مزاجية أكبر، وانخفاض في تقدير الذات، وزيادة في أعراض الاكتئاب.
وفي الآونة الأخيرة، أثّرت جائحة كوفيد-19 بشكل بالغ على الصحة النفسية للرياضيين، نتيجة التوقف المفاجئ في روتينهم الرياضي المعتاد.
وقد أثّرت هذه التغييرات بشكل سلبي على أدائهم النفسي والبدني.
وفي دراسة جماعية أجريت لتقييم مستوى التدريب، والأداء الرياضي، والصحة النفسية والبدنية بين الرياضيين النخبة في سويسرا، شارك 203 رياضيًا في استطلاعات إلكترونية متكررة على مدى ستة أشهر، لقياس الجوانب المذكورة خلال فترة الإغلاق.
أظهرت الدراسة أن الأداء الرياضي والصحة النفسية قد تدهورا خلال فترة الإغلاق، خاصة مع القيود المشددة التي فرضتها الجائحة، والتي ارتبطت بانخفاض الأداء الرياضي الذاتي، وتراجع شدة التمارين، وزيادة المخاوف المالية، وصعوبات في التكيّف مع القيود، وارتفاع في أعراض الاكتئاب كما قاستها استبانة PHQ-9.
وقد أشار "سيلبي" إلى أن الرياضيين المصابين بالاكتئاب يعانون في صمت، ويترددون في طلب المساعدة بسبب شعورهم بالخجل.
وغالبًا ما يُظهر هؤلاء الرياضيون سلوكًا انعزاليًا، ويميلون إلى الصمت، ويبتعدون عن التجمعات، ويحاولون مواجهة معاناتهم وحدهم.
وقد يدخلون في دوامة من التفكير المفرط في أنهم "غير جيدين بما يكفي"، وعندما يواجهون صعوبات في حل مشكلة ما يرونها بسيطة، يجدون صعوبة بالغة في تجاوزها بسبب تعقّد مشاعرهم الناتج عن الاكتئاب.

### الاكتئاب
في الولايات المتحدة الأمريكية، يُصاب حوالي 3.5 مليون شخص من ممارسي الرياضة سنويًا بإصابات تؤدي إلى انقطاع مؤقت أو دائم عن ممارسة النشاط الرياضي. وقد يُظهر الرياضيون المصابون معدلات مرتفعة من الاكتئاب والقلق، يليها انخفاض في مستوى تقدير الذات، وذلك بعد الإصابة مباشرة وطَوال فترة التعافي والعودة إلى ممارسة الرياضة.
أما الرياضيون الذين تتراوح أعمارهم بين 18 و25 عامًا، فتبلغ احتمالية إصابتهم بالاكتئاب نسبة تتراوح بين 15% و21%، وهي نسبة تتجاوز ضعف المعدل المسجل بين عامة البالغين.

### الكمالية
من الشائع أن يسعى الرياضيون، لا سيّما أولئك الذين يمارسون الرياضة على مستوى النخبة، إلى تحقيق الكمال في أدائهم. وكثيرًا ما يُكرّس المدربون في أذهانهم مقولة "الممارسة تصنع الكمال"، وهي فكرة مغلوطة تفترض أن التمرين المتواصل وحده كفيل بتحقيق الأداء المثالي.
ورغم أن وضع المعايير العالية قد يكون مفيدًا لتحسين الأداء الرياضي، فإن الإيمان بأن الأداء الكامل وحده هو المقبول يؤدي إلى ترسيخ مفهوم سلبي عن الذات، وإلى متلازمة الخوف من الفشل.
الأفراد الذين يعانون من هذا النوع من التفكير يميلون إلى الاجترار الذهني، فيُفرطون في التفكير بضرورة الوصول إلى الكمال، ويُظهرون حساسية مفرطة تجاه الأخطاء الصغيرة، ويجدون صعوبة في تجاوز الهفوات السابقة، ويشككون في قدراتهم البدنية.
كما أنهم يكونون أكثر عرضة لانخفاض تقدير الذات جرّاء أقل قدر من الملاحظات السلبية، ويعانون من مستويات أعلى من المشاعر السلبية، والقلق، والاكتئاب.
يتحمل الرياضيون، خصوصًا من يجمعون بين الرياضة والدراسة الأكاديمية، أعباءً متزايدة تتمثل في إدارة تحصيلهم الدراسي، والحفاظ على نمط حياة صحي، والتعافي من الإصابات المحتملة، فضلًا عن التعامل مع القلق وتوقعات الأداء.
وبالرغم من كل هذه الضغوط، إلا أن الفشل في المنافسات يُعد من أبرز الأسباب التي تزيد من احتمالية ظهور أعراض اضطرابات الاكتئاب.
ومع ازدياد الضغوط المرتبطة بإرضاء الجهاز الفني، وتحقيق التفوق الدراسي، وتقديم أفضل أداء ممكن، يُصاب كثير من الرياضيين بانهيار نفسي، مما يدفع بعضهم إلى الانسحاب من الرياضة التي أحبّوها منذ الصغر، بعد أن يفقدوا الشغف، والطاقة، والتوازن النفسي.

### الانتحار
كما ذُكر سابقًا، فإن الضغوط النفسية الناتجة عن الإصابات الرياضية قد تزيد من خطر الانتحار بين الرياضيين. في مراجعة لخمسة رياضيين جامعيين انتحروا، وُجدت عدة عوامل مشتركة بينها: نجاح كبير قبل الإصابة، إصابة خطيرة تتطلب جراحة، فترة تأهيل طويلة مع قيود على اللعب، وعدم القدرة على العودة إلى المستوى السابق من اللعب، واستبدالهم بزميل في الفريق. كان العامل الأكبر في التنبؤ بالانتحار هو شدة الإصابة. تشمل عوامل الخطر الأخرى للانتحار: الأحداث الحياتية المجهدة، الأمراض النفسية المزمنة، تاريخ عائلي مع ميول انتحارية، والاضطرابات النفسية من أي نوع.
الاكتئاب هو السبب الرئيسي للانتحار. أظهرت دراسة بحثت في الاكتئاب بين الرياضيين المتقاعدين أن أحد أكبر العوائق أمام طلب المساعدة هو أن الرياضيين لم يتعرفوا على أعراض الاكتئاب، وبالتالي لم يروا ضرورة للعلاج. الاكتئاب غير المكتشف وغير المعالج يمكن أن يؤدي إلى الانتحار أو الأفكار الانتحارية في أسوأ الحالات.

### سلوكيات البحث عن المساعدة
هناك وصمة مرتبطة بالصحة النفسية لدى الرياضيين. هناك العديد من الحواجز التي تمنع الرياضيين من الحصول على علاج لمشاكلهم النفسية. قد يُعتبر ذلك ضعفًا، ويجب تدريبهم على "التغلب" على الألم النفسي والصعوبات. قد تكون الحواجز الأخرى تتعلق بشرح حق الرياضي في الخصوصية، رغم أن المدرب أو الطبيب الرياضي للفريق هو من يقدم للرياضي الموارد اللازمة لطلب المساعدة. قد تساهم الدراسات السابقة في تفسير أن الرياضيين لا يستخدمون خدمات الصحة النفسية بشكل كافٍ، وهو ما يثير القلق بسبب مستوى الاكتئاب المرتفع بين الرياضيين بشكل خاص. قد يلعب المتخصصون في الرعاية الصحية أو الطاقم الطبي الرياضي دورًا مهمًا في التعرف على علامات الاكتئاب أو الأمراض النفسية الأخرى لدى الرياضيين وتحويلهم إلى الموارد المناسبة مثل الأطباء النفسيين الرياضيين.
هناك العديد من التدخلات النفسية الرياضية التي قد تساعد في الحفاظ على الصحة النفسية للرياضيين ومنع أي اضطراب نفسي. يركز الباحثون والممارسون الرياضيون على الذهن المرن والقدرة على التكيف كعوامل أساسية تساهم في رفاهية الرياضي. وقد أظهرت الدراسات أن الذهن المرن يساعد في تحسين رفاهية الرياضي ويسهم أيضًا في تعزيز الأداء الرياضي. وقد ثبت أن التدخلات المعتمدة على الذهن المرن تساعد في معالجة القضايا النفسية السريرية وغير السريرية لدى الرياضيين.
عندما يكون لدى الرياضيين صحة نفسية سيئة، فإنهم يفقدون قدرتهم على الأداء الرياضي الأمثل، وعلى التفاعل بشكل كامل مع دراستهم، ويزيد الضغط الذي يضعونه على أنفسهم. هذا يخلق رياضيًا يعاني من نقص في التعاطف مع نفسه، ويكافح في العثور على الجوانب الإيجابية في شخصيته وقدرته على التعامل مع مشكلاته. العديد من الرياضيين الطلاب يخشون أن يتم وصمهم من قبل مدربيهم وزملائهم والجماهير إذا توجهوا إلى مراكز الصحة النفسية. لذا، بدلاً من الحصول على المساعدة، يحتفظون بأفكارهم السلبية بداخلهم ويحاولون محاربة حالتهم النفسية بأنفسهم. تنخفض تقديراتهم الذاتية بسبب السلبية من الأصوات الخارجية، مما يقلل مما تبقى لديهم من قوة للمضي قدمًا. في النهاية، قد يؤدي ذلك إلى معاناتهم النفسية قبل أن يكون من الممكن مساعدتهم، مما قد يودي بهم إلى الانتحار أو التفكير بشكل سلبي عن أنفسهم بسبب التوقعات غير الواقعية.

## المكملات / الستيرويدات
الستيرويدات الابتنائية هي هرمونات مُنتجة صناعيًا تُسمى الأندروجينات، وهي في الأساس هرمونات جنسية من النوع الذكري في الجسم. أقوى هذه الأندروجينات هو التستوستيرون. هناك مجموعة أخرى من الستيرويدات وهي المكملات الستيرويدية، وهي شكل أضعف من الأندروجينات. تعتبر الستيرويدات والمكملات مثار جدل عند استخدامها في الرياضة بسبب المخاطر الصحية المرتبطة بها. بعض الآثار الجسيمة والطويلة الأمد على الجسم تشمل: تساقط الشعر، الدوار، تقلبات المزاج، الأوهام، جنون العظمة، ارتفاع ضغط الدم، وزيادة خطر الإصابة بأمراض القلب، والسكتات الدماغية، وحتى السرطان. تشير الدراسات الحديثة أيضًا إلى أن مستخدمي الستيرويدات لديهم خطر متزايد للإصابة بالاكتئاب واستخدام الكحول في وقت لاحق من حياتهم. يُسمى هذا "تأثير كرة الثلج" للمشاكل الصحية المتعلقة بالستيرويدات. تشير أنماط الإصابات إلى أن أربطة المفاصل لا يمكنها التكيف مع العضلات المعززة بالستيرويدات، مما يؤدي إلى الإصابة.

## أمراض الحرارة
تُسبب أمراض الحرارة والجفاف عادةً بسبب درجات الحرارة العالية والرطوبة العالية. هذه الظروف تشكل خطرًا أكبر على الرياضيين الشباب، وخاصة في بداية الموسم، عندما يكونون أقل لياقة. تشمل العوامل الأخرى التي تزيد من القابلية للخطر: الملابس التي تحتفظ بالحرارة، المرض السابق، التجربة السابقة مع أمراض الحرارة، الحالات المزمنة، وقلة النوم. يجب اتخاذ احتياطات إضافية إذا كان الطفل يتناول المكملات أو يستخدم أدوية البرد.
تعد أمراض الحرارة من الأسباب الرئيسية للوفاة أو العجز المرتبط بالرياضة، وتتطلب رعاية طبية فورية. تشمل الأعراض التي يجب مراقبتها ما يلي:
- جفاف أو لزوجة الفم[26]
- صداع
- دوار
- تشنجات
- إرهاق غير عادي
- تشويش[27]
- فقدان الوعي

تعتبر إصابات الرياضة دائمًا نتيجة للإفراط في الاستخدام أو الصدمة التي يتعرض لها جزء من الجسم. ومن القضايا الفريدة في الرياضة للشباب هي أن عظامهم لا تزال في مرحلة النمو، مما يجعلهم أكثر عرضة للإصابة. يتم إرسال حوالي 8,000 طفل إلى غرفة الطوارئ يوميًا بسبب إصابات رياضية. يتعرض الرياضيون في المدارس الثانوية لحوالي 715,000 إصابة سنويًا. على سبيل المثال، تحدث إصابات كارثية في كرة القدم الأمريكية في المدارس الثانوية بمعدل خمسة أضعاف مقارنة بالمنافسات على المستوى الجامعي. تشمل الإصابات أمراض الحرارة والجفاف، والارتجاجات، والوفيات الناتجة عن الصدمات. تعتبر أمراض الحرارة مصدر قلق متزايد في رياضة الشباب. تشمل هذه الأمراض: الإغماء الحراري، التشنجات العضلية، الإرهاق الحراري، السكتة الحرارية، وفقدان الصوديوم نتيجة الجهد. كل عام، يتعرض الرياضيون في المدارس الثانوية لـ 300,000 إصابة في الرأس، 90% منها ارتجاجات. بحلول بداية المدرسة الثانوية، يكون 53% من الرياضيين قد تعرضوا لارتجاج في الدماغ، لكن أقل من 50% منهم يقولون أي شيء لأنهم قلقون من أن يتم استبعادهم من اللعب. تحمل رياضات مثل هوكي الجليد وكرة القدم وكرة السلة والمصارعة واللاكروس خطرًا مرتفعًا للإصابة بالارتجاج، مع أن كرة القدم هي الأكثر خطرًا. قد تساهم الإصابة السابقة بالارتجاج في كرة القدم إلى الوفاة المفاجئة المرتبطة بالرياضة.

### الوقاية
لمنع الإصابة، من المهم جدًا القيام بالإحماء بشكل صحيح، لأنه يساعد الرياضيين على زيادة معدل ضربات القلب. وفقًا لمقال نشره موقع nsmi.org.uk: "الإحماء قبل الرياضة"، يُذكر أن: "يجب أن يُعد الإحماء الجسم بشكل تدريجي من خلال زيادة معدل ضربات القلب والدورة الدموية؛ هذا سيساعد على تليين المفاصل وزيادة تدفق الدم إلى العضلات" (الإحماء 1). كما أن الإحماء بشكل صحيح يزيد من درجة حرارة العضلات. العضلات الدافئة تكون أقل عرضة للإصابات لأنها يمكن أن تنقبض بشكل أقوى وتسترخي بشكل أسرع. نتيجة لذلك، يمكن تعزيز السرعة والقوة. أيضًا، تكون احتمالية الإصابة بسبب التمدد المفرط للعضلة أقل بكثير. يزيد الإحماء من درجة حرارة الجسم والدم، مما يسمح للمزيد من الأوكسجين بالوصول إلى العضلات، ويُحسن مرونة العضلات، ويقلل من خطر التمزقات والشد. تشمل طرق الوقاية الأخرى تقوية العضلات، زيادة المرونة، أخذ فترات راحة، التدريب على رفع الأثقال، واللعب بشكل آمن. التحضير الذهني أيضًا مهم قبل التمرين أو المباريات. يمكن أن يساعد تصفية الذهن وتصور المهارات والاستراتيجيات على استرخاء عضلات الرياضي وبناء التركيز. إلى جانب التحضير الذهني، من المهم أيضًا شرب الكثير من الماء قبل المباريات. الحفاظ على الترطيب هو الطريقة المثلى لمنع الإصابات مثل الأمراض المتعلقة بالحرارة.

#### العلاج الطبيعي لإصابات الرياضة
يعد العلاج الطبيعي لإصابات الرياضة جانبًا أساسيًا من التعافي للرياضيين الذين يشاركون في الأنشطة الرياضية المختلفة. كما يساعد الأشخاص في الحفاظ على شكل الجسم والحالة البدنية المثالية.

### الاستجابة ما بعد الإصابة
تخلق الاستجابة ما بعد الإصابة المزيد من الضغوطات، بما في ذلك التكيف والتعامل، بالإضافة إلى مزيج من التأهيل النفسي والجسدي الذي يؤدي إلى عملية العودة إلى اللعب. نموذج الاستجابة النفسية المتكاملة للإصابة الرياضية وعملية التأهيل هو أحد الأمثلة على تقييم معرفي وعملية ضغط أثناء الإصابة. يُظهر هذا النموذج كيف تصبح الإصابة عاملاً إضافيًا للضغط في حياة الرياضي، مما يؤدي إلى عملية من الدورات التي تشمل الأفكار والمشاعر والإجراءات. ستكون إدارة ما بعد الإصابة أكثر فاعلية إذا تم اتخاذ الخطوات الصحيحة فيما يتعلق بتوافر الموارد الصحية النفسية، مثل الاستعانة بأطباء نفسيين رياضيين. أظهرت الأبحاث السابقة في طب الرياضة وعلوم الرياضة، التي تمت ملاحظتها من خلال منظور بيولوجي اجتماعي، فهمًا أفضل للصحة النفسية والجسدية في الرياضيين المصابين فيما يتعلق بأفضل الممارسات للتدخل النفسي وجهود الإدارة. إحدى أفضل التدخلات هي التدخلات الشخصية مثل الإرشاد الموجه نحو الحلول والدعم الاجتماعي من المدربين وزملاء الفريق. يحدث هذا الدعم أثناء الإصابة وأيضًا بعد الإصابة طوال عملية التأهيل والعودة إلى اللعب.

#### الضغط النفسي
يلعب الضغط النفسي دورًا رئيسيًا في استجابة الرياضي للتأهيل بعد الإصابة وعملية العودة إلى اللعب. قد تُtrigger الاستجابة النفسية للإصابة العديد من القضايا الصحية النفسية بما في ذلك الاكتئاب أو الأفكار الانتحارية، القلق، اضطرابات الأكل، وتعاطي المواد.

## الاستنتاجات
الاكتئاب بعد الارتجاجات
تختلف أنماط الاكتئاب بعد الارتجاجات بين الرياضيين في المدارس الثانوية والجامعات. أظهرت دراسة على رياضيين من المدارس الثانوية والجامعات أنه بالنسبة لطلاب المدارس الثانوية، فإن مستويات الاكتئاب تعود إلى مستويات قريبة من القاعدة قبل أسبوعين من الإصابة بالارتجاج. بالمقابل، شهد الرياضيون الجامعيون زيادة في مستويات الاكتئاب بعد أسبوعين من الإصابة بالارتجاج. من المرجح أن يكون ذلك بسبب الاستثمارات المرتفعة في أداء الرياضي في بيئة الجامعة، جنبًا إلى جنب مع العبء الأكاديمي الصارم الذي يواجهه العديد من الطلاب في الجامعات. يمكن أن تلعب المنح الدراسية أيضًا دورًا في هذا، حيث يشعر الرياضيون الجامعيون بالقلق بشأن أوقات العودة إلى الرياضة ومساهماتهم في فرقهم. من المهم جدًا مراقبة مستويات الاكتئاب بعد الارتجاجات لأنها قد تعيق فترة تعافي الرياضيين.
دراسة عن الصحة النفسية للاعبي NFL المتقاعدين
دراسة أخرى درست سلامة المادة البيضاء لدى لاعبي NFL المتقاعدين الذين تعرضوا للعديد من الإصابات الارتجاجية وغير الارتجاجية. أظهرت المتابعة على مدى الوقت وجود علاقة غير قوية بين اضطراب المادة البيضاء والأعراض الاكتئابية. في دراسة مشابهة، تم فحص لاعبي NFL المتقاعدين أيضًا وتقييم درجاتهم باستخدام نموذج باكلي ثلاثي العوامل. أظهرت النتائج أن العامل المعرفي كان هو الوحيد الذي يبدو مرتبطًا بعدد الارتجاجات التي تعرض لها اللاعب. خلصت هذه الدراسة إلى أن الأعراض المعرفية للاكتئاب، مثل الحزن والذنب، تتأثر بإصابات الرأس. عندما تم التواصل مع المشاركين حول نتائج الاختبارات، تبين أن العديد منهم لم يسعوا للحصول على مساعدة بسبب عدم قدرتهم على تشخيص الأعراض بأنفسهم.
لفهم دور الارتجاجات مقارنةً بالإصابات الجسدية الأخرى بشكل كامل، تمت مقارنة التأثيرات النفسية للإصابات الارتجاجية وإصابات الرباط الصليبي الأمامي. أظهرت النتائج أن الرياضيين الذين تعرضوا لإصابات الرباط الصليبي الأمامي أظهروا مستويات أعلى من الاضطرابات العاطفية مقارنة بالرياضيين الذين تعرضوا لارتجاجات. لوحظ أن الرياضيين المصابين بالارتجاج تعرضوا لتقلبات مزاجية وأعراض اكتئابية، في حين أن الأشخاص المصابين بإصابة في الرباط الصليبي الأمامي تعرضوا فقط لتغيرات اكتئابية. من المرجح أن يكون ذلك بسبب التأثيرات العصبية التي تحدثها الارتجاجات على عمليات التفكير. إصابات الرباط الصليبي الأمامي لها تأثيرات نفسية، ولكن لا يوجد إصابة جسدية في الدماغ.

## الوفاة نتيجة إصابات رياضية
في بعض الأحيان، يمكن أن تكون الإصابات الرياضية شديدة لدرجة تؤدي إلى الوفاة. في عام 2010، توفي 48 شابًا نتيجة إصابات رياضية. الأسباب الرئيسية للوفاة في الرياضات الشبابية تشمل السكتة القلبية المفاجئة، الارتجاج، الأمراض الناتجة عن الحرارة، والمرض الخارجي الناتج عن تجميد الخلايا. عادة ما تكون الوفيات المرتبطة بالقلب نتيجة اضطراب قلبي غير مكتشف. كما أن الصدمات التي تصيب الرأس والرقبة والعمود الفقري قد تكون قاتلة. بين الرياضيين الشباب في أمريكا، يحدث أكثر من نصف الوفيات المرتبطة بالصدمات بين لاعبي كرة القدم، بينما تمثل رياضات مثل ألعاب القوى، واللاكروس، والبيسبول، والملاكمة، وكرة القدم نسبة عالية من الوفيات أيضًا.

## أزمة الصحة النفسية في الرياضة
على مر السنوات القليلة الماضية، شهدت قضايا الصحة النفسية بين الرياضيين الطلاب زيادة دراماتيكية. يذكر الرياضيون الطلاب أنهم يشعرون بالإرهاق، ويعانون من نقص في الطاقة، والقلق، والاكتئاب، وقضايا نفسية أخرى. في العام الماضي فقط، أقدم خمسة رياضيين طلاب على الانتحار جزئيًا بسبب التحديات النفسية التي كانوا يواجهونها. هناك آراء مختلفة حول أفضل طريقة للتعامل مع قضايا الصحة النفسية في مجتمع الرياضيين الطلاب. يعتقد البعض أن المدارس يجب أن توفر مستشارين نفسيين متاحين للرياضيين الطلاب. بينما يعتقد آخرون أن الرياضيين الطلاب لا يشعرون بالراحة الكافية لطلب المساعدة النفسية بسبب الوصمة المحيطة بها. يعتقدون أنه يجب العمل على إزالة هذه الوصمة وضمان أن يقدر الرياضيون والجامعات الصحة النفسية كما يقدرون الصحة الجسدية.